# 米洛柔麗鯛
米洛柔麗鯛，為輻鰭魚綱鱸形目隆頭魚亞目慈鯛科的其中一種，分布於非洲馬拉威湖流域，棲息深度4-35公尺，體長可達18.7公分，棲息在岩石底質水域，為獨居性，以昆蟲幼蟲及甲殼類為食，生活習性不明，可作為觀賞魚。

## 擴展閱讀
維基物種上的相關：米洛柔麗鯛